# Inah Canabarro Lucas
Inah Canabarro Lucas, conosciuta anche come suor Inah (São Francisco de Assis, 8 giugno 1908 – Porto Alegre, 30 aprile 2025), è stata una religiosa e supercentenaria brasiliana di 116 anni e 326 giorni; è stata la persona vivente più longeva del mondo dal 29 dicembre 2024, con la morte di Tomiko Itooka, nonché la suora vivente più anziana del mondo dal 17 gennaio 2023, con la morte di Lucile Randon, fino al suo stesso decesso. Occupa il quindicesimo posto nella lista delle persone più longeve di sempre la cui età sia stata accertata.
È stata inoltre Decana del Brasile dal 23 gennaio 2022 (in seguito alla morte di Antônia da Santa Cruz) e Decana del Sud America dal 30 luglio 2022 (in seguito alla morte della colombiana Sofía Rojas). Era anche decana delle Americhe dal 22 febbraio 2024 (a seguito della morte della statunitense Edie Ceccarelli).
Il 2 gennaio 2022, all'età di 113 anni e 208 giorni, superò l'età di Luzia Mohrs divenendo la religiosa brasiliana più anziana di sempre.

## Biografia
Figlia di João Antonio Lucas e Mariana Canabarro Lucas e pronipote del generale David Canabarro, Inah Canabarro Lucas sostenne di essere nata il 27 maggio 1908 (e di essere stata registrata l'8 giugno). Da bambina era così magra che molti pensavano che non avrebbe superato l'infanzia.
Studiò nel collegio Santa Teresa de Jesus di Sant'Ana do Livramento, nel Rio Grande do Sul. Intorno al 1928 si trasferì a Montevideo, in Uruguay, dove divenne suora. Nel 1930 tornò in Brasile per insegnare portoghese e matematica in una scuola di Tijuca, un quartiere di Rio de Janeiro. All'inizio degli anni '40 si trasferì nuovamente a Sant'Ana do Livramento, dove continuò ad insegnare.
Visse a Porto Alegre; il 23 maggio 2023 diventò la quarta persona brasiliana più longeva di sempre, il 19 gennaio 2025 la terza e l'8 marzo dello stesso anno la seconda, dopo Francisca Celsa dos Santos.
Divenne la persona più anziana del mondo dopo la morte di Tomiko Itooka avvenuta il 29 dicembre 2024.
Inah Canabarro Lucas è morta ìl 30 aprile 2025, all'età di 116 anni e 326 giorni. Dopo la sua scomparsa, il titolo di persona vivente più longeva del mondo è passato alla britannica Ethel Caterham.